# Saul Sternberg
Saul Sternberg (New York, 30 augustus 1933) is een Amerikaans psycholoog, die  werkzaam was als hoogleraar psychologie aan de Universiteit van Pennsylvania.  Sternberg is bekend geworden door zijn seriële-stadia-theorie en additieve-factoren-methode (AFM). Zijn werk bouwt voort op een theorie van de Nederlandse geneeskundige F.C. Donders uit 1869.
Hij heeft grote invloed gehad op de Nederlandse experimentele psychologie aan het eind van de vorige eeuw, in het bijzonder op het wetenschappelijk werk van Andries Sanders.

## Zie verder
- Mentale chronometrie

## Referentie
Sternberg, S. (1966). High speed scanning in human memory. Science, 153, 652-654.
- Bibsys: 2082692
- Bibliothèque nationale de France: cb15057761q (data)
- CiNii: DA11201219
- International Standard Name Identifier: 0000 0000 0884 9712
- Library of Congress Control Number: nb98011204
- Nationale Bibliotheek van Israël: 987007446739505171
- Nederlandse Thesaurus van Auteursnamen: 070295271
- Réseau des bibliothèques de Suisse occidentale: 02-A003863785
- Système universitaire de documentation: 131848569
- Virtual International Authority File: 296950
- WorldCat: E39PBJkp79MCDJGVV3RWgktkDq